# Алексинац
Але́ксинац (серб. Алексинац) — населённый пункт городского типа в Сербии, в Нишавском округе, центр общины Алексинац.
Деревня Алексинац впервые упоминается в 1516 году в списке османских поселений санджака Крушевац. По легенде, название города произошло от владельца кофейни Алексея.
Через город протекают реки Моравица и Южная Морава. Находящееся неподалёку Бованское водохранилище снабжает регион водой.

## Население
Численность населения 16 685 чел. (перепись 2011).
Этнический состав населения города отличается однородностью — 92 % его населения составляют сербы. Проживает также около 0,5 тыс. цыган (3 %), 0,1 тыс. югословенов (1 %) и другие.
Численность совершеннолетних в городе — 13 687 чел, средний возраст населения — 39 лет (мужчины — 37,9, женщины — 40,1). В городе имеется 5 791 домохозяйство, среднее число членов в которых — 2,94.
На снижение числа жителей большое влияние оказывает плохое экономическое положение, снижение социальных стандартов, а также политические волнения, обрушившиеся на Сербию.
В 2012 г. родилось 442 человека, умерло 817, что свидетельствует об отрицательном коэффициенте естественного прироста. Уменьшается количество браков, которое в 2012 году составило 212.
Миграция населения из Алексинаца в другие города страны для учёбы и работы в значительной степени способствовала заметному сокращению числа жителей. 